# 灰熊人
《灰熊人》（Grizzly Man）是一部2005年的美國紀錄片，由德國導演韋納·荷索編劇並執導。影片記錄了灰熊愛好者提摩西·崔德威和他的女友阿米·胡格納德（Amie Huguenard）在阿拉斯加州卡特邁國家公園和自然保護區的工作與死亡。本片收錄了提摩西·崔德威在2003年之前與棕熊互動的一些鏡頭、認識或與提摩西·崔德威有過接觸的人士及與野生熊打交道的專業人士的採訪。
崔德威和胡格納德都來自紐約，他們對熊和動物保護的共同熱情讓他們結下了深厚的友誼，艾米偶爾會陪同他前往公園。有一年，他們待過了夏季，卻在2003年10月5日在卡特邁國家公園被一頭熊襲擊致死。一名巡邏飛行員發現了這對夫婦的遺骸，並在遺骸中發現了襲擊事件的錄音；後來，這頭熊被救援隊追蹤並擊斃。
《灰熊人》由探索紀錄片公司和獅門娛樂聯合製作。電影配樂由理查·湯普森創作。
《灰熊人》獲得了影評人的廣泛好評，如今被認為是21世紀最優秀的紀錄片電影之一。

## 票房
《灰熊人》於2005年8月12日在北美29家戲院上映。首映週末票房收入269,131美元（每家戲院9,280美元），名列票房榜第26名。《灰熊人》上映最活躍的時期，曾在105家影院上映，北美票房收入3,178,403美元，海外票房收入882,902美元，全球總票房為4,061,305美元。

## 延伸資料
- Conesa-Sevilla, J. (2008). "Walking With Bears: An Ecopsychological Study of Timothy (Dexter) Treadwell",  The Trumpeter, 24, 1, 136–150.
- Dewberry, Eric. "Conceiving Grizzly Man through the 'Powers of the False' ", Scope (Nottingham University), 2008

## 外部連結
- 互联网电影数据库（IMDb）上《Grizzly Man》的资料（英文）
- Box Office Mojo上《Grizzly Man》的資料（英文）
- 爛番茄上《Grizzly Man》的資料（英文）
- Metacritic上《Grizzly Man》的資料（英文）
- Roger Ebert's review
- Peter Bradshaw's review
- Regarding the Pain of Others:Grizzly Man by Laurie Stone nthWORD Magazine Shorts